# Dorota Salamon
Dorota Agnieszka Salamon (ur. 22 lutego 1966) – polska aktorka teatralna. W latach 1986–1988 adept, a od 1988 roku aktorka Teatru Żydowskiego w Warszawie.
W 1988 roku zdała aktorski egzamin eksternistyczny.

## Odznaczenie
- Srebrny Krzyż Zasługi – 2005[1]

## Kariera
| Aktorka teatralna Teatr Żydowski w Warszawie - 2008: W nocy na starym rynku. Gorączka jesiennej nocy - 2007: Straszna gospoda - 2006: Tradycja - 2006: Dla mnie bomba - 2006: Zaczarowany krawiec - 2006: Sen o Goldfadenie - 2005: Żyć, nie umierać! - 2005: Publiczność to lubi - 2003: Królewna Śnieżka - 2002: Kopciuszek - 2002: Cud Purymowy - 2001: Monisz czyli szatan... - 2000: Kamienica na Nalewkach - 1998: ...I stał się cud - 1997: Ballada o brunatnym teatrze - 1995: Kto jest kto - 1994: Błądzące gwiazdy - 1994: Swat w zielonym szaliku - 1993: My Żydzi polscy - 1992: Trubadur z Galicji - 1990: Dybuk - 1990: Ballada o ślubnym welonie | Aktorka filmowa - 1999: Wrota Europy Teatr Telewizji - 2000: Kamienica na Nalewkach |